# Fuyu no Amaoto/Night Parade
Fuyu no Amaoto/Night Parade (冬の雨音/Night Parade?) è un brano musicale del gruppo musicale giapponese Flow, pubblicato come loro tredicesimo singolo il 28 novembre 2007, ed incluso nell'album Isle. Il singolo ha raggiunto la diciannovesima posizione della classifica Oricon dei singoli più venduti in Giappone.

## Tracce
CD Singolo KSCL-1203
1. Fuyu no Amaoto
2. NIGHT PARADE by FLOW ∞ HOME MADE Kazoku
3. Image
4. Fuyu no Amaoto -Instrumental-
5. NIGHT PARADE -Instrumental-

## Classifiche
| Classifica (2007) | Posizione più alta |
| ----------------- | ------------------ |
| Giappone (Oricon) | 19                 |